# Pandanus grayorum
 (août 2025).
Espèce
Pandanus grayorum est une espèce de plantes à fleurs de la famille des Pandanaceae. Cette plante est endémique d'une très petite zone du Nord-Est du Queensland. Elle est étroitement apparentée à Pandanus gemmifer et à Pandanus solms-laubachii, et coexiste avec cette dernière.

## Description
Pandanus grayorum est un arbre à feuillage persistant pouvant atteindre 9 m de haut. Comme P. gemmifer, sa tige est marquée de nodules disposés en spirale, et ses branches présentent de nombreux rejetons ou plantules. Des racines-supports ou échasses, atteignant 50 cm de haut, peuvent émerger de la partie la plus basse de la tige. Les feuilles mesurent environ 250 cm de long, 9 cm de large à la base et s'amincissent progressivement sur toute leur longueur jusqu'à une pointe fine. De petits éperons sont présents le long des bords et de la nervure médiane des feuilles.
L'inflorescence est terminale et pendante, apparaissant du milieu du printemps au milieu de l'été. Le fruit est un syncarpe mesurant jusqu'à 40 cm de long sur 22 cm de large, de couleur rouge orangé, composé de nombreux segments comportant chacun douze à dix-huit carpelles. La maturation des fruits s'étend sur près de 12 mois, à peu près au même moment que l'apparition des fleurs de la saison suivante. L'arbre peut également se reproduire grâce aux petits, qui se détachent et tombent au sol, et peuvent former une nouvelle plante sous la plante mère.

## Répartition et habitat
Pandanus grayorum a une aire de répartition très limitée, se trouvant dans les marges des forêts tropicales humides et des mangroves de plaine à proximité des rivières Russell, Mulgrave, Johnstone, Alice et Moresby, dans la zone côtière entre Cairns et Silkwood,. Son étendue d'occurrence (EEO) est de 231 km2, avec une très petite zone d'occupation (AOO) de seulement 28 km2.

## Statut de conservation
Cette espèce est classée comme espèce de préoccupation mineure par le Département de l'Environnement et des Sciences du Queensland. Au 31 juillet 2025, il n'avait pas été évalué par l’UICN.
Les auteurs suggèrent dans leur article que l'espèce reçoive le statut vulnérable, en raison du fait que la plupart des collections proviennent de l'extérieur des zones protégées et que les zones adjacentes aux occurrences sont principalement agricoles et potentiellement sujettes au défrichement,.

## Galerie

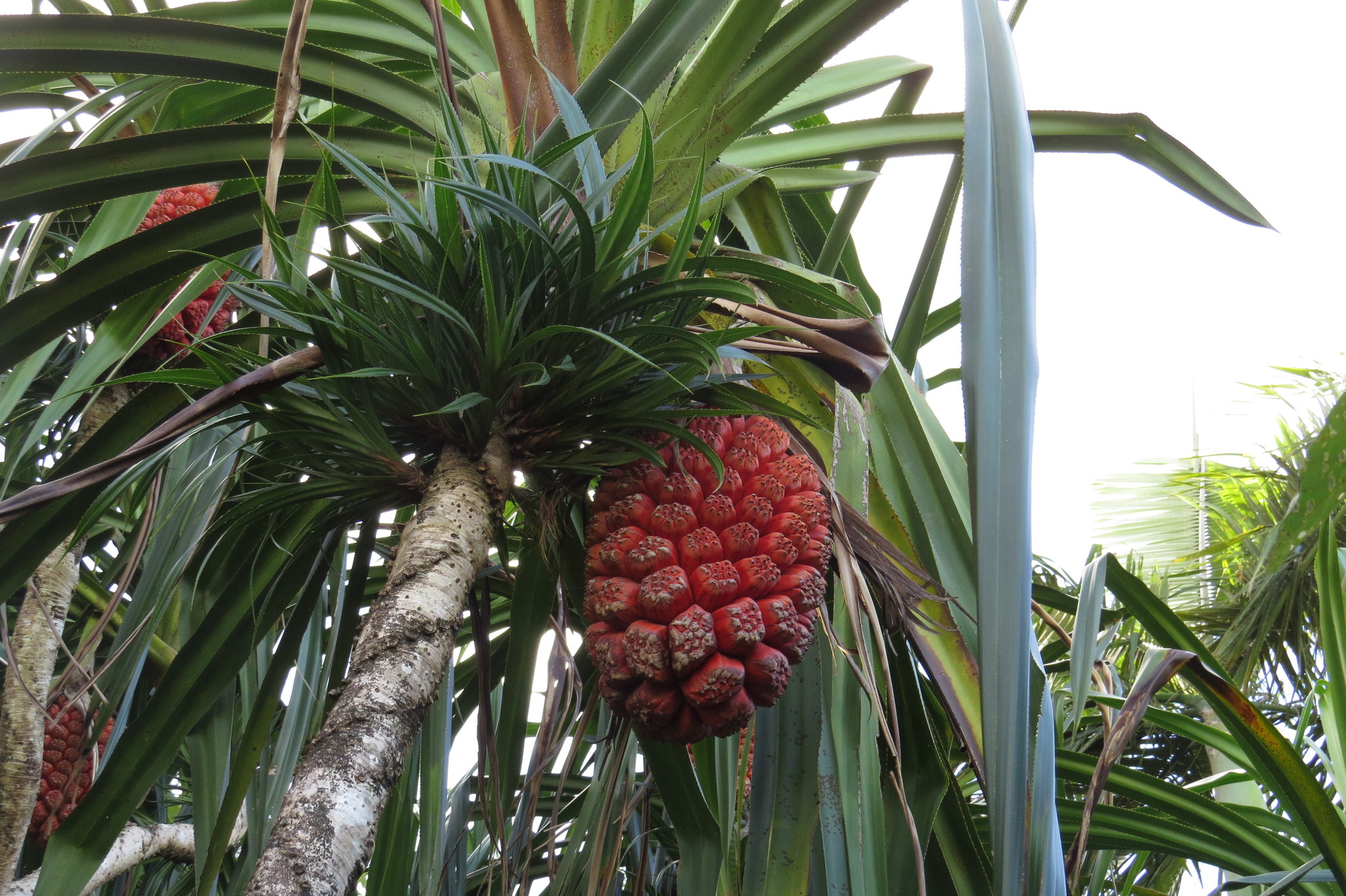
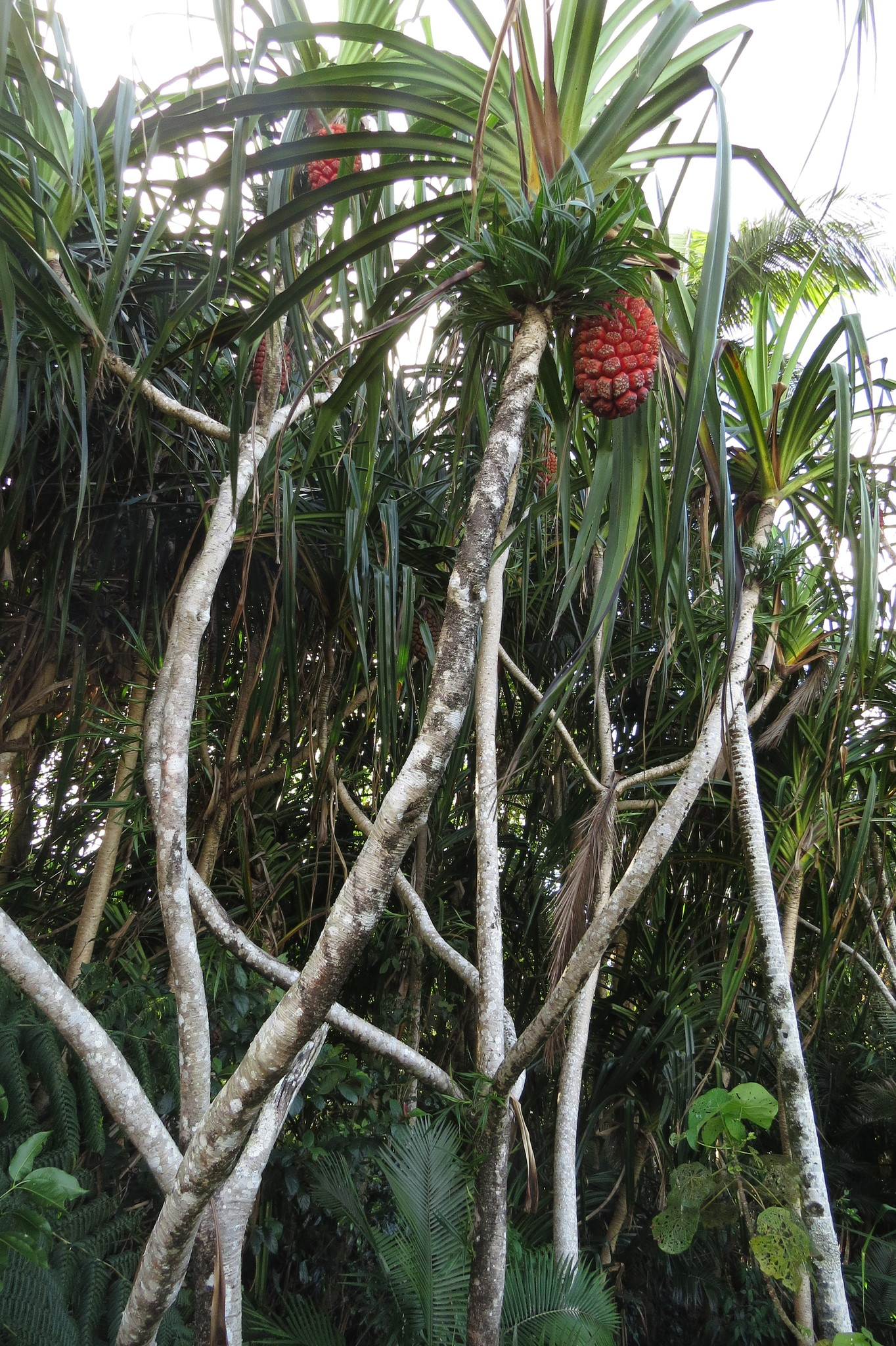
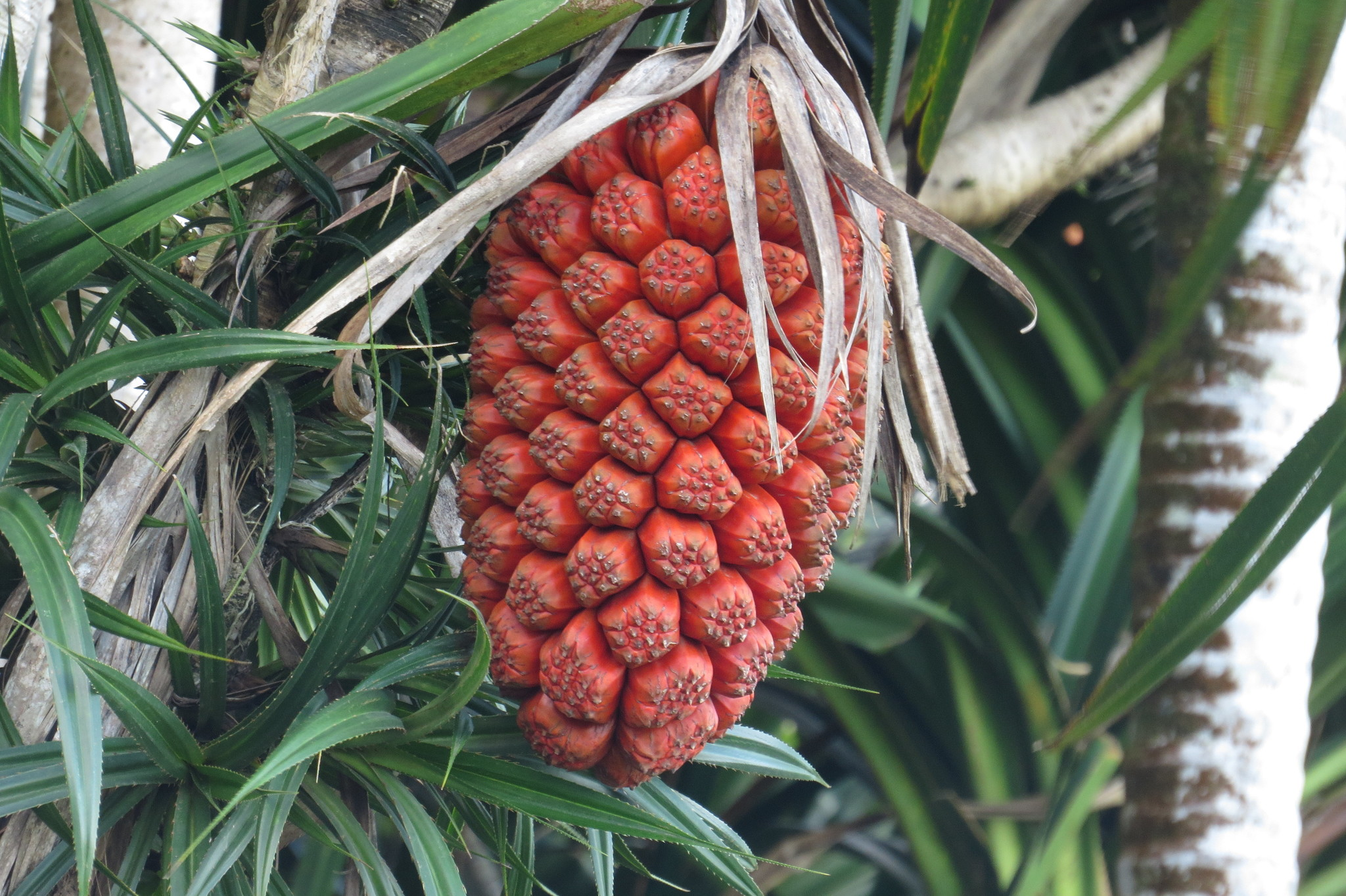

## Systématique
Le nom correct complet (avec auteur) de ce taxon est Pandanus grayorum Callm. (d), Buerki (d) & Gallaher (d).
La description de cette plante a été faite par Martin Wilhelm Callmander (d), Sven Buerki (d) et Timothy J. Gallaher (d) dans une publication coécrite avec Frank A. Zich (d) et Ashley R. Field (d).

### Étymologie
Son épithète spécifique, grayorum, a été choisie par les auteurs en hommage au botaniste australien Bruce Gray (1939-), qui a travaillé de nombreuses années dans le Nord du Queensland à l'occasion de son 80e anniversaire,.

### Publication originale
- (en) Martin W. Callmander, Sven Buerki, Frank A. Zich, Ashley R. Field et Timothy Gallaher, « Pandanus grayorum (Pandanaceae), a new species endemic to north-eastern Queensland (Australia) », Australian Systematic Botany, Australie, vol. 34, no 4,‎ juin 2021, p. 327-335 (ISSN 1030-1887, e-ISSN 1446-5701, DOI 10.1071/SB20033).